# Струсівський замок
Струсівський замок — втрачена оборонна споруда в селі Струсові Микулинецької громади Тернопільського району Тернопільської области України.

## Відомості
У XVI ст. родина Струсів спорудила замок в урочищі «Чортова дебра». Згодом а початку XVII ст. твердиню укріпили валами, ровами, дерев'яними стінами та кам'яними мурами з баштами.
У 1648 році замок захопили козацькі війська, які його дуже зруйнували.
Наприкінці XIX ст. ґрафиня Лянцкоронська наказала розібрати замок і побудувати палац в центрі села.